# Poropuntius clavatus
Poropuntius clavatus är en fiskart som först beskrevs av Mcclelland, 1845.  Poropuntius clavatus ingår i släktet Poropuntius och familjen karpfiskar. IUCN kategoriserar arten globalt som nära hotad. Inga underarter finns listade i Catalogue of Life.